# Gnogboyo
Gnogboyo est une localité située au sud-ouest de la Côte d'Ivoire, et appartenant au département de Soubré, dans la Région du Bas-Sassandra.
La localité de Gnogboyo est un chef-lieu de commune.